# Musée de la Lutherie et de l'Archèterie françaises
Le musée de la Lutherie et de l'Archèterie françaises est une institution culturelle située à Mirecourt, en France. Elle permet de découvrir une sélection d'instruments à cordes présentant les différentes périodes et méthodes de production.

## Historique

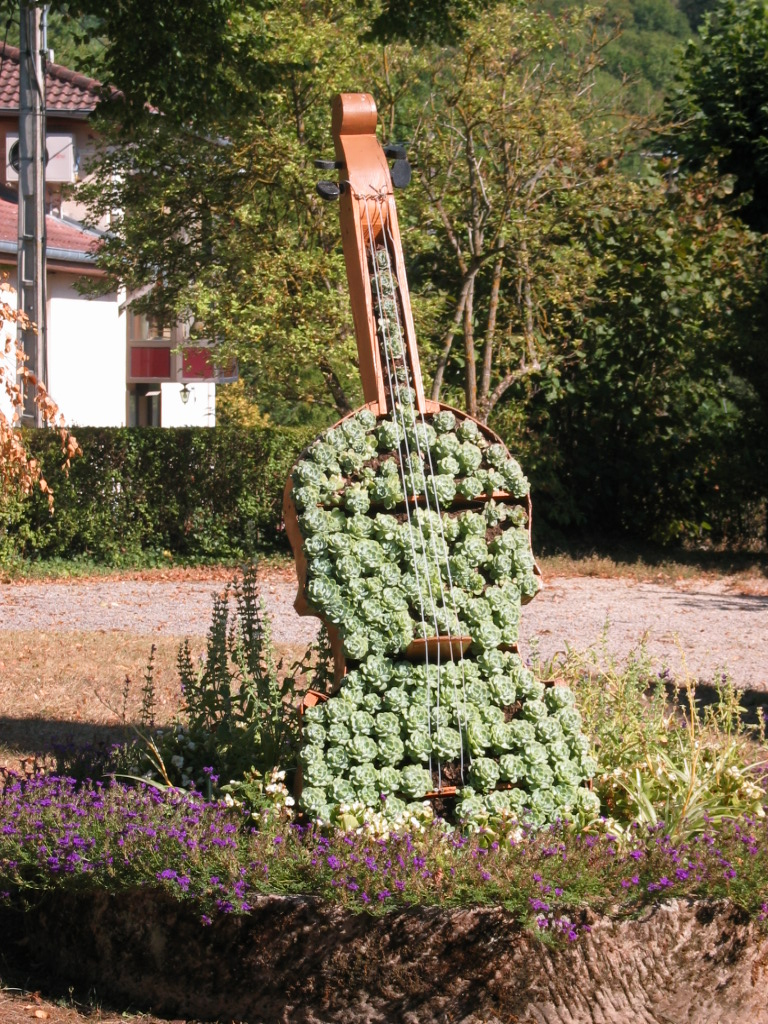
Dans un jardin public, hommage au Musée.

Le XVIIe siècle marque le début de la vocation luthière de la ville de Mirecourt. La ville est alors chef-lieu de bailliage du duché de Lorraine. C'est à partir de 1732 que les premiers faiseurs et joueurs d'instruments s'organisent en corporation.
Au XIXe siècle, la lutherie se développe vraiment permettant à la ville de Mirecourt de devenir un centre incontesté de formation. C'est également à cette période que la lutherie et l'archèterie connaissent les plus grands : Jean-Baptiste Vuillaume, Nicolas Lupot, Dominique Peccatte (en).
Ce riche patrimoine est toujours d'actualité. La fabrication de violons, d'archets, de guitares et de mandolines se fait dans les différents ateliers présents dans la ville.

## Le musée
À l'origine, le musée municipal était installé à l’hôtel de ville. Il a été inauguré à l’occasion de la Sainte Cécile, le 24 novembre 1973. Il est dorénavant situé dans un ancien séchoir à bois de lutherie, sur le cours Stanislas, au bord du Madon.
La collection instrumentale comporte 321 objets, représentant trois siècles de production artisanale. Les instruments à cordes frottées ou pincées, pour la plupart, ont été réalisés artisanalement par des luthiers et des archetiers installés à Mirecourt ou originaires de Mirecourt.
Le musée conserve également des instruments à cordes réalisés dans les grandes fabriques de l'époque ainsi qu'un fonds socio-technique (mobilier d’atelier, matières premières, modèles, gabarits et moules, outils, et pièces en cours de fabrication, accessoires piques, sourdines, etc.). Des archives d’entreprises (facturiers, étiquettes, catalogues et bois d’impression pour les catalogues, médailles, diplômes, etc.) complètent cet ensemble.
Un fonds iconographique et un fonds documentaire ancien s'ajoutent à la collection du musée.

## Fréquentation
| Année | Entrées gratuites | Entrées payantes | Total  |
| ----- | ----------------- | ---------------- | ------ |
| 2001  | 2 395             | 7 413            | 9 808  |
| 2002  | 2 065             | 6 634            | 8 699  |
| 2003  | 2 305             | 6 299            | 8 604  |
| 2004  | 1 652             | 6 335            | 7 987  |
| 2005  | 2 916             | 6 727            | 9 643  |
| 2006  | 3 301             | 6 256            | 9 557  |
| 2007  | 3 783             | 6 260            | 10 043 |
| 2008  | 3 117             | 6 015            | 9 132  |
| 2009  | 3 695             | 6 048            | 9 743  |
| 2010  | 4 177             | 6 289            | 10 466 |
| 2011  | 3 497             | 6 179            | 9 676  |
| 2012  | 5 325             | 5 866            | 11 191 |
| 2013  | 4 216             | 7 815            | 12 031 |
| 2014  | 5 045             | 6 674            | 11 719 |
| 2015  | 4 027             | 5 963            | 9 990  |
| 2016  | 3 622             | 5 482            | 9 104  |
| 2017  | 4 469             | 5 747            | 10 216 |